# Liste der Mitglieder des Bayerischen Landtags (16. Wahlperiode)
Diese Liste gibt einen Überblick über alle Mitglieder des Bayerischen Landtags in der 16. Wahlperiode (2008 bis 2013).
Präsidium
Das Präsidium des Landtags bestand aus:
|                     | Funktion            | Partei                |
| ------------------- | ------------------- | --------------------- |
| Barbara Stamm       | Landtagspräsidentin | CSU                   |
| Reinhold Bocklet    | I. Vizepräsident    | CSU                   |
| Franz Maget         | II. Vizepräsident   | SPD                   |
| Peter Meyer         | III. Vizepräsident  | Freie Wähler          |
| Christine Stahl     | IV. Vizepräsidentin | Bündnis 90/Die Grünen |
| Jörg Rohde          | V. Vizepräsident    | FDP                   |
| Reserl Sem          | Schriftführerin     | CSU                   |
| Sylvia Stierstorfer | Schriftführerin     | CSU                   |
| Christa Steiger     | Schriftführerin     | SPD                   |
| Walter Nadler       | Schriftführer       | CSU                   |

## Abgeordnete
| Mitglied des Landtages              | Lebensdaten | Partei                                  | Wahlkreis     | Stimmkreis (Direktmandat)                       | Erststimmen in % | Bemerkungen                                                                                   |
| ----------------------------------- | ----------- | --------------------------------------- | ------------- | ----------------------------------------------- | ---------------- | --------------------------------------------------------------------------------------------- |
| Renate Ackermann                    | 1952        | Bündnis 90/Die Grünen                   | Mittelfranken |                                                 |                  |                                                                                               |
| Hubert Aiwanger                     | 1971        | Freie Wähler                            | Niederbayern  |                                                 |                  | Fraktionsvorsitzender                                                                         |
| Horst Arnold                        | 1962        | SPD                                     | Mittelfranken |                                                 |                  |                                                                                               |
| Inge Aures                          | 1956        | SPD                                     | Oberfranken   |                                                 |                  |                                                                                               |
| Martin Bachhuber                    | 1955        | CSU                                     | Oberbayern    | Bad Tölz-Wolfratshausen, Garmisch-Partenkirchen | 45,9             |                                                                                               |
| Georg Barfuß                        | 1944        | FDP                                     | Schwaben      |                                                 |                  |                                                                                               |
| Peter Bauer                         | 1949        | Freie Wähler                            | Mittelfranken |                                                 |                  |                                                                                               |
| Winfried Bausback                   | 1965        | CSU                                     | Unterfranken  | Aschaffenburg-West                              | 42,3             |                                                                                               |
| Margarete Bause                     | 1959        | Bündnis 90/Die Grünen                   | Oberbayern    |                                                 |                  | Fraktionsvorsitzende                                                                          |
| Günther Beckstein                   | 1943        | CSU                                     | Mittelfranken | Nürnberg-Nord                                   | 40,0             |                                                                                               |
| Otmar Bernhard                      | 1946        | CSU                                     | Oberbayern    | München-Pasing                                  | 37,0             |                                                                                               |
| Otto Bertermann                     | 1946        | FDP, seit 20. Februar 2013 Freie Wähler | Oberbayern    |                                                 |                  |                                                                                               |
| Thomas Beyer                        | 1963        | SPD                                     | Mittelfranken |                                                 |                  |                                                                                               |
| Annemarie Biechl                    | 1949        | CSU                                     | Oberbayern    | Rosenheim-West                                  | 43,5             |                                                                                               |
| Susann Biedefeld                    | 1964        | SPD                                     | Oberfranken   |                                                 |                  |                                                                                               |
| Markus Blume                        | 1975        | CSU                                     | Oberbayern    | München-Ramersdorf                              | 37,6             |                                                                                               |
| Reinhold Bocklet                    | 1943        | CSU                                     | Oberbayern    | Fürstenfeldbruck-Ost                            | 38,6             |                                                                                               |
| Klaus Dieter Breitschwert           | 1943        | CSU                                     | Mittelfranken | Ansbach-Nord                                    | 41,3             |                                                                                               |
| Gudrun Brendel-Fischer              | 1959        | CSU                                     | Oberfranken   | Kulmbach                                        | 43,3             |                                                                                               |
| Helmut Brunner                      | 1954        | CSU                                     | Niederbayern  | Regen, Freyung-Grafenau                         | 40,0             | Landwirtschaftsminister                                                                       |
| Annette Bulfon                      | 1966        | FDP                                     | Oberbayern    |                                                 |                  |                                                                                               |
| Sepp Daxenberger                    | 1962–2010   | Bündnis 90/Die Grünen                   | Oberbayern    |                                                 |                  | Fraktionsvorsitzender, am 9. Juli 2010 zurückgetreten, verstorben am 18. August 2010          |
| Thomas Dechant                      | 1968        | FDP                                     | Oberpfalz     |                                                 |                  |                                                                                               |
| Petra Dettenhöfer                   | 1957        | CSU                                     | Oberpfalz     | Weiden i.d.OPf.                                 | 38,8             |                                                                                               |
| Sabine Dittmar                      | 1964        | SPD                                     | Unterfranken  |                                                 |                  |                                                                                               |
| Renate Dodell                       | 1952        | CSU                                     | Oberbayern    | Weilheim-Schongau                               | 42,5             |                                                                                               |
| Heinz Donhauser                     | 1951        | CSU                                     | Oberpfalz     | Amberg-Sulzbach                                 | 42,1             |                                                                                               |
| Alex Dorow                          | 1964        | CSU                                     | Oberbayern    |                                                 |                  | nachgerückt am 3. April 2012 für Georg Fahrenschon                                            |
| Sepp Dürr                           | 1953–2023   | Bündnis 90/Die Grünen                   | Oberbayern    |                                                 |                  |                                                                                               |
| Gerhard Eck                         | 1960        | CSU                                     | Unterfranken  | Schweinfurt                                     | 45,7             | Staatssekretär im Innenministerium seit dem 14. Oktober 2009                                  |
| Kurt Eckstein                       | 1947        | CSU                                     | Mittelfranken | Nürnberger Land                                 | 40,1             |                                                                                               |
| Georg Eisenreich                    | 1970        | CSU                                     | Oberbayern    | München-Altstadt-Hadern                         | 30,6             |                                                                                               |
| Reiner Erben                        | 1958        | Bündnis 90/Die Grünen                   | Schwaben      |                                                 |                  | am 15. Mai 2013 für verstorbenen Adi Sprinkart nachgerückt                                    |
| Hans Jürgen Fahn                    | 1952        | Freie Wähler                            | Unterfranken  |                                                 |                  |                                                                                               |
| Georg Fahrenschon                   | 1968        | CSU                                     | Oberbayern    |                                                 |                  | nachgerückt im Mai 2011 für Siegfried Schneider, ausgeschieden Ende März 2012                 |
| Günther Felbinger                   | 1962        | Freie Wähler                            | Unterfranken  |                                                 |                  |                                                                                               |
| Andreas Fischer                     | 1966        | FDP                                     | Niederbayern  |                                                 |                  |                                                                                               |
| Linus Förster                       | 1965        | SPD                                     | Schwaben      |                                                 |                  |                                                                                               |
| Anne Franke                         | 1954        | Bündnis 90/Die Grünen                   | Oberbayern    |                                                 |                  | nachgerückt für Sepp Daxenberger                                                              |
| Karl Freller                        | 1956        | CSU                                     | Mittelfranken | Nürnberg-Süd                                    | 42,3             |                                                                                               |
| Albert Füracker                     | 1968        | CSU                                     | Oberpfalz     | Neumarkt i.d.OPf.                               | 49,5             |                                                                                               |
| Peter Paul Gantzer                  | 1938        | SPD                                     | Oberbayern    |                                                 |                  | bis 21. Oktober 2009 Landtagsvizepräsident                                                    |
| Thomas Gehring                      | 1958        | Bündnis 90/Die Grünen                   | Schwaben      |                                                 |                  |                                                                                               |
| Thorsten Glauber                    | 1970        | Freie Wähler                            | Oberfranken   |                                                 |                  |                                                                                               |
| Gertraud Goderbauer                 | 1955        | CSU                                     | Niederbayern  | Landshut                                        | 39,5             |                                                                                               |
| Erika Görlitz                       | 1952        | CSU                                     | Oberbayern    | Pfaffenhofen a.d.Ilm, Schrobenhausen            | 43,6             |                                                                                               |
| Thomas Goppel                       | 1947        | CSU                                     | Oberbayern    | Landsberg am Lech, Fürstenfeldbruck-West        | 44,8             |                                                                                               |
| Ulrike Gote                         | 1965        | Bündnis 90/Die Grünen                   | Oberfranken   |                                                 |                  |                                                                                               |
| Eva Gottstein                       | 1949        | Freie Wähler                            | Oberbayern    |                                                 |                  |                                                                                               |
| Martin Güll                         | 1953        | SPD                                     | Oberbayern    |                                                 |                  |                                                                                               |
| Harald Güller                       | 1963        | SPD                                     | Schwaben      |                                                 |                  |                                                                                               |
| Dietrich von Gumppenberg            | 1941–2021   | FDP                                     | Niederbayern  |                                                 |                  | nachgerückt zum 1. Februar 2012 für Franz Xaver Kirschner                                     |
| Petra Guttenberger                  | 1962        | CSU                                     | Mittelfranken | Fürth                                           | 37,7             |                                                                                               |
| Thomas Hacker                       | 1967        | FDP                                     | Oberfranken   |                                                 |                  | Fraktionsvorsitzender                                                                         |
| Christine Haderthauer               | 1962        | CSU                                     | Oberbayern    | Ingolstadt, Neuburg a.d.Donau                   | 41,1             | Sozialministerin                                                                              |
| Volkmar Halbleib                    | 1964        | SPD                                     | Unterfranken  |                                                 |                  |                                                                                               |
| Eike Hallitzky                      | 1959        | Bündnis 90/Die Grünen                   | Niederbayern  |                                                 |                  |                                                                                               |
| Joachim Hanisch                     | 1948        | Freie Wähler                            | Oberpfalz     |                                                 |                  |                                                                                               |
| Ludwig Hartmann                     | 1978        | Bündnis 90/Die Grünen                   | Oberbayern    |                                                 |                  |                                                                                               |
| Ingrid Heckner                      | 1950        | CSU                                     | Oberbayern    | Altötting                                       | 45,4             |                                                                                               |
| Jürgen W. Heike                     | 1949–2022   | CSU                                     | Oberfranken   | Coburg                                          | 43,2             |                                                                                               |
| Hans Herold                         | 1955        | CSU                                     | Mittelfranken | Neustadt a.d.Aisch-Bad Windsheim, Fürth-Land    | 49,0             |                                                                                               |
| Florian Herrmann                    | 1971        | CSU                                     | Oberbayern    | Freising                                        | 30,5             |                                                                                               |
| Joachim Herrmann                    | 1956        | CSU                                     | Mittelfranken | Erlangen-Stadt                                  | 39,6             | Innenminister                                                                                 |
| Leopold Herz                        | 1953        | Freie Wähler                            | Schwaben      |                                                 |                  |                                                                                               |
| Katja Hessel                        | 1972        | FDP                                     | Mittelfranken |                                                 |                  | Staatssekretärin im Wirtschaftsministerium                                                    |
| Wolfgang Heubisch                   | 1946        | FDP                                     | Oberbayern    |                                                 |                  | Wissenschaftsminister                                                                         |
| Johannes Hintersberger              | 1953        | CSU                                     | Schwaben      | Augsburg-Stadt-West                             | 40,3             |                                                                                               |
| Erwin Huber                         | 1946        | CSU                                     | Niederbayern  | Dingolfing                                      | 47,0             |                                                                                               |
| Marcel Huber                        | 1958        | CSU                                     | Oberbayern    | Mühldorf a.Inn                                  | 54,1             | Umwelt- und Gesundheitsminister                                                               |
| Otto Hünnerkopf                     | 1951        | CSU                                     | Unterfranken  | Kitzingen                                       | 44,7             |                                                                                               |
| Melanie Huml                        | 1975        | CSU                                     | Oberfranken   | Bamberg-Stadt                                   | 45,2             | Staatssekretärin im Umwelt- und Gesundheitsministerium                                        |
| Hermann Imhof                       | 1953        | CSU                                     | Mittelfranken | Nürnberg-Ost                                    | 39,7             |                                                                                               |
| Oliver Jörg                         | 1972        | CSU                                     | Unterfranken  | Würzburg-Stadt                                  | 40,6             |                                                                                               |
| Claudia Jung                        | 1964        | Freie Wähler                            | Oberbayern    |                                                 |                  |                                                                                               |
| Christine Kamm                      | 1952        | Bündnis 90/Die Grünen                   | Schwaben      |                                                 |                  |                                                                                               |
| Annette Karl                        | 1960        | SPD                                     | Oberpfalz     |                                                 |                  |                                                                                               |
| Robert Kiesel                       | 1951        | CSU                                     | Unterfranken  | Bad Kissingen                                   | 49,1             |                                                                                               |
| Franz Xaver Kirschner               | 1953        | FDP                                     | Niederbayern  |                                                 |                  | ausgeschieden zum 1. Februar 2012                                                             |
| Karsten Klein                       | 1977        | FDP                                     | Unterfranken  |                                                 |                  |                                                                                               |
| Konrad Kobler                       | 1943        | CSU                                     | Niederbayern  | Passau-Ost                                      | 42,9             |                                                                                               |
| Alexander König                     | 1961        | CSU                                     | Oberfranken   | Hof                                             | 47,5             |                                                                                               |
| Natascha Kohnen                     | 1967        | SPD                                     | Oberbayern    |                                                 |                  |                                                                                               |
| Bernd Kränzle                       | 1942        | CSU                                     | Schwaben      | Augsburg-Stadt-Ost                              | 40,6             |                                                                                               |
| Thomas Kreuzer                      | 1959        | CSU                                     | Schwaben      | Kempten, Oberallgäu                             | 40,2             |                                                                                               |
| Manfred Ländner                     | 1958        | CSU                                     | Unterfranken  | Würzburg-Land                                   | 43,7             |                                                                                               |
| Philipp Graf von und zu Lerchenfeld | 1952–2017   | CSU                                     | Oberpfalz     | Regensburg-Land, Schwandorf                     | 38,9             |                                                                                               |
| Ludwig von Lerchenfeld              | 1957        | CSU                                     | Oberfranken   |                                                 |                  | Nachrücker für Christian Meißner                                                              |
| Andreas Lorenz                      | 1971        | CSU                                     | Oberbayern    | München-Giesing                                 | 30,4             |                                                                                               |
| Ursula Männle                       | 1944        | CSU                                     | Oberbayern    | Starnberg                                       | 37,2             |                                                                                               |
| Christian Magerl                    | 1955        | Bündnis 90/Die Grünen                   | Oberbayern    |                                                 |                  |                                                                                               |
| Franz Maget                         | 1953        | SPD                                     | Oberbayern    | München-Milbertshofen                           | 39,9             | Fraktionsvorsitzender bis 21. Oktober 2009 (zurückgetreten), Landtagsvizepräsident            |
| Christa Matschl                     | 1943–2024   | CSU                                     | Mittelfranken | Erlangen-Höchstadt                              | 42,0             |                                                                                               |
| Christian Meißner                   | 1969        | CSU                                     | Oberfranken   | Kronach, Lichtenfels                            | 50,7             | schied im September 2011 aus dem Landtag aus, da zum Landrat im Landkreis Lichtenfels gewählt |
| Beate Merk                          | 1957        | CSU                                     | Schwaben      |                                                 |                  | Justizministerin                                                                              |
| Brigitte Meyer                      | 1947        | FDP                                     | Schwaben      |                                                 |                  |                                                                                               |
| Peter Meyer                         | 1963        | Freie Wähler                            | Oberfranken   |                                                 |                  |                                                                                               |
| Josef Miller                        | 1947        | CSU                                     | Schwaben      | Memmingen                                       | 48,2             |                                                                                               |
| Ulrike Müller                       | 1962        | Freie Wähler                            | Schwaben      |                                                 |                  |                                                                                               |
| Thomas Mütze                        | 1966        | Bündnis 90/Die Grünen                   | Unterfranken  |                                                 |                  | Fraktionsvorsitzender                                                                         |
| Alexander Muthmann                  | 1956        | Freie Wähler                            | Niederbayern  |                                                 |                  |                                                                                               |
| Christa Naaß                        | 1955        | SPD                                     | Mittelfranken |                                                 |                  |                                                                                               |
| Walter Nadler                       | 1946        | CSU                                     | Oberfranken   | Bayreuth                                        | 39,1             |                                                                                               |
| Martin Neumeyer                     | 1954        | CSU                                     | Niederbayern  | Kelheim                                         | 43,3             |                                                                                               |
| Eduard Nöth                         | 1949        | CSU                                     | Oberfranken   | Forchheim                                       | 42,7             |                                                                                               |
| Maria Noichl                        | 1967        | SPD                                     | Oberbayern    |                                                 |                  |                                                                                               |
| Reinhard Pachner                    | 1944        | CSU                                     | Schwaben      | Aichach-Friedberg                               | 44,2             |                                                                                               |
| Gabriele Pauli                      | 1957        | Freie Wähler (bis 16. Juni 2009)        | Mittelfranken |                                                 |                  | seit 16. Juni 2009 fraktionslos                                                               |
| Reinhold Perlak                     | 1945        | SPD                                     | Niederbayern  |                                                 |                  |                                                                                               |
| Hans-Ulrich Pfaffmann               | 1956        | SPD                                     | Oberbayern    |                                                 |                  |                                                                                               |
| Michael Piazolo                     | 1959        | Freie Wähler                            | Oberbayern    |                                                 |                  |                                                                                               |
| Bernhard Pohl                       | 1964        | Freie Wähler                            | Schwaben      |                                                 |                  |                                                                                               |
| Manfred Pointner                    | 1943–2023   | Freie Wähler                            | Oberbayern    |                                                 |                  |                                                                                               |
| Karin Pranghofer                    | 1951        | SPD                                     | Unterfranken  |                                                 |                  |                                                                                               |
| Franz Josef Pschierer               | 1956        | CSU                                     | Schwaben      | Kaufbeuren                                      | 46,5             | Staatssekretär im Finanzministerium                                                           |
| Christoph Rabenstein                | 1952        | SPD                                     | Oberfranken   |                                                 |                  |                                                                                               |
| Alexander Radwan                    | 1964        | CSU                                     | Oberbayern    | Miesbach                                        | 43,1             |                                                                                               |
| Markus Reichhart                    | 1966        | Freie Wähler                            | Oberbayern    |                                                 |                  |                                                                                               |
| Tobias Reiß                         | 1968        | CSU                                     | Oberpfalz     | Tirschenreuth                                   | 47,3             |                                                                                               |
| Roland Richter                      | 1963        | CSU                                     | Oberbayern    | Berchtesgadener Land                            | 43,3             |                                                                                               |
| Franz Rieger                        | 1959        | CSU                                     | Oberpfalz     | Regensburg-Stadt                                | 39,0             |                                                                                               |
| Markus Rinderspacher                | 1969        | SPD                                     | Oberbayern    |                                                 |                  | Fraktionsvorsitzender                                                                         |
| Florian Ritter                      | 1962        | SPD                                     | Oberbayern    |                                                 |                  |                                                                                               |
| Jörg Rohde                          | 1966        | FDP                                     | Mittelfranken |                                                 |                  |                                                                                               |
| Bernhard Roos                       | 1954        | SPD                                     | Niederbayern  |                                                 |                  |                                                                                               |
| Eberhard Rotter                     | 1954        | CSU                                     | Schwaben      | Lindau, Sonthofen                               | 44,4             |                                                                                               |
| Heinrich Rudrof                     | 1955        | CSU                                     | Oberfranken   | Bamberg-Land                                    | 54,7             |                                                                                               |
| Berthold Rüth                       | 1958        | CSU                                     | Unterfranken  | Miltenberg                                      | 45,3             |                                                                                               |
| Barbara Rütting                     | 1927–2020   | Bündnis 90/Die Grünen                   | Oberbayern    |                                                 |                  | Mandat im April 2009 niedergelegt                                                             |
| Martin Runge                        | 1958        | Bündnis 90/Die Grünen                   | Oberbayern    |                                                 |                  |                                                                                               |
| Adelheid Rupp                       | 1958        | SPD                                     | Oberbayern    |                                                 |                  |                                                                                               |
| Markus Sackmann                     | 1961–2015   | CSU                                     | Oberpfalz     | Cham                                            | 45,2             | Staatssekretär im Sozialministerium                                                           |
| Julika Sandt                        | 1971        | FDP                                     | Oberbayern    |                                                 |                  |                                                                                               |
| Alfred Sauter                       | 1950        | CSU                                     | Schwaben      | Günzburg                                        | 50,1             |                                                                                               |
| Maria Scharfenberg                  | 1952        | Bündnis 90/Die Grünen                   | Oberpfalz     |                                                 |                  |                                                                                               |
| Franz Schindler                     | 1956        | SPD                                     | Oberpfalz     |                                                 |                  |                                                                                               |
| Georg Schmid                        | 1953        | CSU                                     | Schwaben      | Donau-Ries                                      | 52,9             | Fraktionsvorsitzender bis 25. April 2013                                                      |
| Peter Schmid                        | 1947        | CSU                                     | Schwaben      | Neu-Ulm                                         | 44,5             |                                                                                               |
| Helga Schmitt-Bussinger             | 1957        | SPD                                     | Mittelfranken |                                                 |                  |                                                                                               |
| Harald Schneider                    | 1952        | SPD                                     | Unterfranken  |                                                 |                  |                                                                                               |
| Siegfried Schneider                 | 1956        | CSU                                     | Oberbayern    | Eichstätt                                       | 46,6             | Leiter der Staatskanzlei, ausgeschieden im Mai 2011                                           |
| Martin Schöffel                     | 1977        | CSU                                     | Oberfranken   | Wunsiedel i.Fichtelgebirge                      | 41,1             |                                                                                               |
| Theresa Schopper                    | 1961        | Bündnis 90/Die Grünen                   | Oberbayern    |                                                 |                  |                                                                                               |
| Angelika Schorer                    | 1958        | CSU                                     | Schwaben      | Marktoberdorf                                   | 48,2             |                                                                                               |
| Kerstin Schreyer-Stäblein           | 1971        | CSU                                     | Oberbayern    | München-Land-Süd                                | 39,2             |                                                                                               |
| Stefan Schuster                     | 1959        | SPD                                     | Mittelfranken |                                                 |                  |                                                                                               |
| Tanja Schweiger                     | 1978        | Freie Wähler                            | Oberpfalz     |                                                 |                  |                                                                                               |
| Jakob Schwimmer                     | 1949        | CSU                                     | Oberbayern    | Erding                                          | 42,0             |                                                                                               |
| Bernhard Seidenath                  | 1968        | CSU                                     | Oberbayern    | Dachau                                          | 38,1             |                                                                                               |
| Reserl Sem                          | 1953        | CSU                                     | Niederbayern  | Rottal-Inn                                      | 48,8             |                                                                                               |
| Bernd Sibler                        | 1971        | CSU                                     | Niederbayern  | Deggendorf                                      | 47,0             | Staatssekretär im Staatsministerium für Unterricht und Kultus                                 |
| Eberhard Sinner                     | 1944        | CSU                                     | Unterfranken  | Main-Spessart                                   | 45,4             |                                                                                               |
| Markus Söder                        | 1967        | CSU                                     | Mittelfranken | Nürnberg-West                                   | 40,4             | Finanzminister                                                                                |
| Kathrin Sonnenholzner               | 1956        | SPD                                     | Oberbayern    |                                                 |                  |                                                                                               |
| Ludwig Spaenle                      | 1961        | CSU                                     | Oberbayern    | München-Schwabing                               | 28,9             | Kultusminister                                                                                |
| Adi Sprinkart                       | 1953–2013   | Bündnis 90/Die Grünen                   | Schwaben      |                                                 |                  | am 3. Mai 2013 gestorben                                                                      |
| Diana Stachowitz                    | 1963        | SPD                                     | Oberbayern    |                                                 |                  |                                                                                               |
| Christine Stahl                     | 1957        | Bündnis 90/Die Grünen                   | Mittelfranken |                                                 |                  |                                                                                               |
| Barbara Stamm                       | 1944–2022   | CSU                                     | Unterfranken  |                                                 |                  |                                                                                               |
| Claudia Stamm                       | 1970        | Bündnis 90/Die Grünen                   | Oberbayern    |                                                 |                  | im April 2009 nachgerückt für Barbara Rütting                                                 |
| Christa Steiger                     | 1951        | SPD                                     | Oberfranken   |                                                 |                  |                                                                                               |
| Klaus Steiner                       | 1953        | CSU                                     | Oberbayern    | Traunstein                                      | 44,7             |                                                                                               |
| Christa Stewens                     | 1945        | CSU                                     | Oberbayern    | Ebersberg                                       | 42,5             | Fraktionsvorsitzende seit 26. April 2013                                                      |
| Sylvia Stierstorfer                 | 1963        | CSU                                     | Oberpfalz     | Regensburg-Land-Ost                             | 41,2             |                                                                                               |
| Klaus Stöttner                      | 1963        | CSU                                     | Oberbayern    | Rosenheim-Ost                                   | 44,9             |                                                                                               |
| Max Strehle                         | 1946        | CSU                                     | Schwaben      | Augsburg-Land-Süd                               | 50,3             |                                                                                               |
| Florian Streibl                     | 1963        | Freie Wähler                            | Oberbayern    |                                                 |                  |                                                                                               |
| Jürgen Ströbel                      | 1947        | CSU                                     | Mittelfranken |                                                 |                  | nachgerückt am 5. Dezember 2011 für Wagemann, Gerhard                                         |
| Reinhold Strobl                     | 1950        | SPD                                     | Oberpfalz     |                                                 |                  |                                                                                               |
| Simone Strohmayr                    | 1967        | SPD                                     | Schwaben      |                                                 |                  |                                                                                               |
| Walter Taubeneder                   | 1953        | CSU                                     | Niederbayern  | Passau-West                                     | 46,1             |                                                                                               |
| Susanna Tausendfreund               | 1963        | Bündnis 90/Die Grünen                   | Oberbayern    |                                                 |                  |                                                                                               |
| Tobias Thalhammer                   | 1979        | FDP                                     | Oberbayern    |                                                 |                  |                                                                                               |
| Simone Tolle                        | 1963        | Bündnis 90/Die Grünen                   | Unterfranken  |                                                 |                  |                                                                                               |
| Joachim Unterländer                 | 1957        | CSU                                     | Oberbayern    | München-Moosach                                 | 34,6             |                                                                                               |
| Karl Vetter                         | 1953        | Freie Wähler                            | Oberpfalz     |                                                 |                  |                                                                                               |
| Gerhard Wägemann                    | 1953        | CSU                                     | Mittelfranken | Ansbach-Süd, Weißenburg-Gunzenhausen            | 47,2             | ausgeschieden am 4. Dezember 2011, jetzt Landrat im Landkreis Weißenburg-Gunzenhausen         |
| Ernst Weidenbusch                   | 1963        | CSU                                     | Oberbayern    | München-Land-Nord                               | 35,6             |                                                                                               |
| Angelika Weikert                    | 1954        | SPD                                     | Mittelfranken |                                                 |                  |                                                                                               |
| Bernd Weiß                          | 1968        | CSU                                     | Unterfranken  | Haßberge, Rhön-Grabfeld                         | 47,7             | Staatssekretär im Innenministerium bis zum 7. Oktober 2009                                    |
| Manfred Weiß                        | 1944–2017   | CSU                                     | Mittelfranken | Roth                                            | 38,6             |                                                                                               |
| Paul Wengert                        | 1952        | SPD                                     | Schwaben      |                                                 |                  |                                                                                               |
| Hans Joachim Werner                 | 1952        | SPD                                     | Oberbayern    |                                                 |                  |                                                                                               |
| Johanna Werner-Muggendorfer         | 1950        | SPD                                     | Niederbayern  |                                                 |                  |                                                                                               |
| Jutta Widmann                       | 1961        | Freie Wähler                            | Niederbayern  |                                                 |                  |                                                                                               |
| Margit Wild                         | 1957        | SPD                                     | Oberpfalz     |                                                 |                  |                                                                                               |
| Renate Will                         | 1947        | FDP                                     | Oberbayern    |                                                 |                  |                                                                                               |
| Georg Winter                        | 1951        | CSU                                     | Schwaben      | Augsburg-Land, Dillingen                        | 51,4             |                                                                                               |
| Peter Winter                        | 1954        | CSU                                     | Unterfranken  | Aschaffenburg-Ost                               | 49,6             |                                                                                               |
| Ludwig Wörner                       | 1948        | SPD                                     | Oberbayern    |                                                 |                  |                                                                                               |
| Isabell Zacharias                   | 1965        | SPD                                     | Oberbayern    |                                                 |                  |                                                                                               |
| Martin Zeil                         | 1956        | FDP                                     | Oberbayern    |                                                 |                  | stellvertretender Ministerpräsident und Wirtschaftsminister                                   |
| Otto Zeitler                        | 1944        | CSU                                     | Oberpfalz     | Schwandorf                                      | 41,6             |                                                                                               |
| Josef Zellmeier                     | 1964        | CSU                                     | Niederbayern  | Straubing                                       | 45,6             |                                                                                               |
| Thomas Zimmermann                   | 1946        | CSU                                     | Oberbayern    | München-Bogenhausen                             | 31,0             |                                                                                               |